# Ксантіпп (батько Перікла)

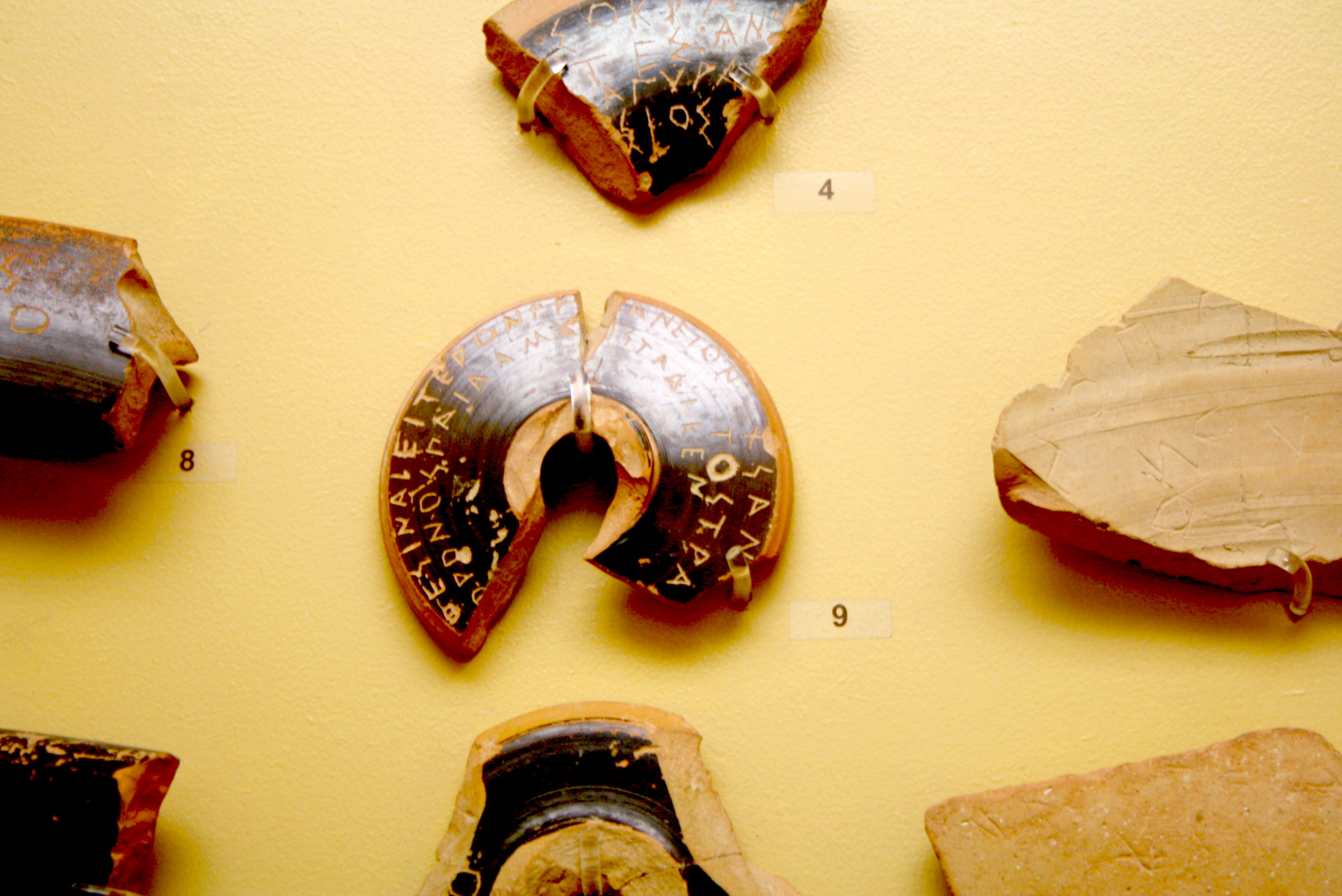
Остракон з іменем Ксантиппа

Ксантіпп (Ксантипп; дав.-гр. Ξάνθιππος) — заможний афінський політик і воєначальник початку V століття до н. е. Син Аріфрона і батько відомого державного діяча Перікла, чоловік племінниці Клісфена Агарісти. Походив із роду Бузигів, був лідером роду Алкмеонідів. Архонт-епонім Афін у 479 році до н. е., командир флоту у битві при Мікале в ході греко-перських війн того ж року.
Ксантіпп виступав головним обвинувачем полководця Мільтіада Молодшого після невдалої спроби того захопити острів Парос 489 року до н. е. Разом з представником роду Алкмеонідів Мегаклом очолив аристократичну «партію», що протистояла демократам на чолі із Фемістоклом. 
Був підданий остракізму 484 року до н. е., але 480 року до н. е. повернувся раніше визначеного десятирічного терміну вигнання. Через рік він став наступником свого старого суперника Фемістокла на посаді командувача афінського флоту.
Найбільшим військовим успіхом Ксантіппа було командування афінськими морськими силами у битві при Мікале проти перської армії біля берегів Малої Азії; іншим грецьким командиром у тій битві був спартанський цар Леотихід II. За результатами битви Мала Азія була звільнена від перського панування. Згодом Ксантипп здійснив похід на фракійський півострів, а після того повернувся в Афіни. Помер в 473/472 році до н. е.